# Clube Futebol Valadares Gaia
Maillots
Actualités
Le Clube Futebol Valadares Gaia est un club de football basé à Valadares, commune de Vila Nova de Gaia dans le District de Porto. Le club est connu pour sa section féminine qui évolue en première division et qui remporte en 2016 la Supercoupe du Portugal.

## Histoire
Le club est fondé le 17 juin 2011, la section féminine participe depuis 2013 à la première division portugaise, elle est vice-championne en 2014-2015, lors de la saison suivante (2015-2016) elle atteint la finale de la Coupe du Portugal et s'incline 1-2 contre le CF Benfica, le champion de cette saison. Le 3 septembre 2016, le club de Valadares Gaia prend sa revanche lors de la Supercoupe du Portugal contre le CF Benfica en s'imposant 1-0.

## Résultats sportifs

### Palmarès
- Vainqueur de la Supercoupe du Portugal de football féminin : 1 fois — 2016

- Vice-champion du Championnat du Portugal de football féminin : 1 fois — 2014-15
- Finaliste de la Coupe du Portugal féminine de football : 3 fois — 2012-13, 2015-16 et 2018-19.
- Vice-champion du Championnat du Portugal de football féminin : 1 fois — 2012-13

### Bilan saison par saison
Le tableau suivant retrace le parcours du club depuis la création depuis 2012.
| Édition   | Division 1                                            | Division 2                                                     | Divisions régionales | Coupe du Portugal   | Supercoupe du Portugal | Coupe de la Ligue             |
| 2012-2013 | -                                                     | 2e Vice-champion Phase finale 1er Championnat régulier Série B | -                    | Finaliste           | Supercoupe inexistante | Coupe de la Ligue inexistante |
| 2013-2014 | 3e Phase de relégation 7e Championnat régulier        | -                                                              | -                    | Demi-finaliste      | Supercoupe inexistante | Coupe de la Ligue inexistante |
| 2014-2015 | 2e Vice-champion Phase finale 3e Championnat régulier | -                                                              | -                    | Demi-finaliste      | -                      | Coupe de la Ligue inexistante |
| 2015-2016 | 3e Phase finale 2e Championnat régulier               | -                                                              | -                    | Finaliste           | -                      | Coupe de la Ligue inexistante |
| 2016-2017 | 4e                                                    | -                                                              | -                    | 1/4 de finale       | Vainqueur              | Coupe de la Ligue inexistante |
| 2017-2018 | 5e                                                    | -                                                              | -                    | 1/8e de finale      | -                      | Coupe de la Ligue inexistante |
| 2018-2019 | 6e                                                    | -                                                              | -                    | Finaliste           | -                      | Coupe de la Ligue inexistante |
| 2019-2020 | Compétition annulée                                   | -                                                              | -                    | 1/8e de finale      | -                      | -                             |
| 2020-2021 | 1er Phase de relégation Série Nord 5e Série Nord      | -                                                              | -                    | Compétition annulée | -                      | -                             |
| 2021-2022 | 2e Phase de relégation 5e Série Nord                  | -                                                              | -                    | 1/8e de finale      | -                      | -                             |
| 2022-2023 | 9e                                                    | -                                                              | -                    | 1/8e de finale      | -                      | 1/4 de finale                 |
| 2023-2024 | 6e                                                    | -                                                              | -                    | 1/4 de finale       | -                      | Demi-finaliste                |